# Numa Andoire
Numa Andoire (ur. 19 marca 1908 w Coursegoules, zm. 2 stycznia 1994 w Antibes) – francuski piłkarz grający na pozycji obrońcy oraz trener.

## Kariera zawodnicza i trenerska
Karierę rozpoczął w roku 1933 w barwach Olympique Antibes. Później grał jeszcze w Nicei, Red Star Olympique, AS Cannes, FC Nancy, nieistniejącym dziś Toulouse FC, a po zakończeniu II Wojny Światowej ponownie związał się z Olympique Antibes, tym razem w roli grającego trenera. W latach 50. i 60. miał jeszcze dwa epizody na ławce trenerskiej OGC Nice, z którym to klubem dwa razy zdobył mistrzostwo Francji i raz wywalczył Puchar Francji. W przerwie między jedną a drugą przygodą z OGCN prowadził hostel w Juan-les-Pins.

## Kariera reprezentacyjna
Andoire był w składzie reprezentacji Francji na mistrzostwa świata 1930. Ostatecznie na boiskach Urugwaju nie zagrał ani minuty i nigdy nie dane mu było zadebiutować w kadrze narodowej.

## Osiągnięcia

### Jako zawodnik
- wyjazd z reprezentacją Francji na mistrzostwa świata 1930,
- mistrzostwo grupy północnej drugiej ligi francuskiej z Red Star Olympique (1934)

### Jako trener
- 2 razy mistrzostwo Francji z OGC Nice (1951, 1952)
- Puchar Francji z OGC Nice (1952)